# 趙焯
趙焯（1262年—1263年1月6日），宋朝宗室。
宋朝第十五代（南宋第六任）皇帝宋度宗赵禥的长子，生母不详，出生时间景定三年（1262年）闰九月，赵禥被伯父宋理宗确立为皇位继承人之后，以趙焯为皇孙、容州观察使，封资国公。景定三年（1262年）十一月廿五丁未，赵焯薨逝。赠保静军节度使、广国公。宋度宗有七子，度宗之后，南宋灭亡前夕，赵焯的六弟赵㬎（宋恭帝）、五弟赵昰（宋端宗）、七弟赵昺先后登上皇位。